# Convecció del mantell

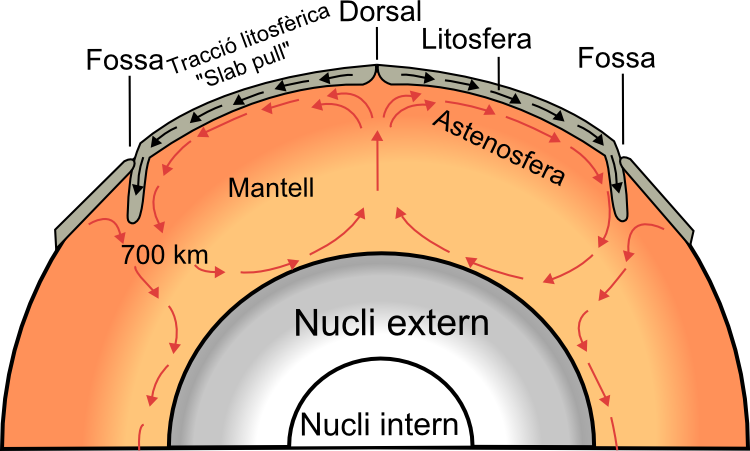
Convecció completa del mantell

La convecció del mantell és el moviment lent i lliscant del mantell de silicat sòlid de la Terra originat pels corrents de convecció que transporten la calor de dins a la superfície del planeta.
La litosfera terràqüia cavalca damunt l'astenosfera i totes dues formen els components del mantell superior. La litosfera es divideix en plaques que estan contínuament creant-se i desfent-se en els seus límits oposats. L'acreció es produeix conforme el mantell s'afig a les vores de creixement d'una placa, unit a l'expansió del fons oceànic. Aquest material afegit calent es refreda per conducció i convecció de calor. A les vores de la placa, el material s'ha contret fins a tornar-se dens, i s'enfonsa pel seu pes en el procés de subducció, normalment en una fossa marina.
Aquest material subduït s'enfonsa a l'interior de la Terra. Una mica de material subduït sembla arribar al mantell inferior, mentre que en altres zones, s'impedeix que aquest material s'enfonse més, segurament a causa d'una transició de fase d'espinel·la a perovskita de silicat i magnesiustustita, una reacció endotèrmica.
L'escorça marina subduïda desencadena el vulcanisme, tot i que els mecanismes bàsics en són variats. El vulcanisme pot originar-se per processos que agreguen flotabilitat al mantell parcialment fos, i això causaria un flux cap amunt de la massa parcialment fosa per una disminució de la densitat. La convecció secundària pot causar vulcanisme superficial com a conseqüència de l'extensió d'intraplaques i plomalls de mantell.
La convecció del mantell fa que les plaques tectòniques es moguen al voltant de la superfície de la Terra. Degué ser molt més activa durant el període hadeà, i això resultà en una classificació gravitacional de ferro colat més pesat, níquel i sulfurs cap al nucli, i minerals de silicat més lleugers al mantell.

## Tipus de convecció
A la fi del s. XX, hi hagué un debat important dins la comunitat geofísica sobre si era probable que la convecció fos «en capes» o «total». Tot i que els elements d'aquest debat encara continuen, els resultats de la tomografia sísmica, les simulacions numèriques de la convecció del mantell i l'estudi del camp gravitatori de la Terra comencen a suggerir l'existència de la convecció "total" del mantell, si més no en l'actualitat. En aquest model, fred, la subduent litosfera marina descendeix tota des de la superfície fins al límit entre el nucli i el mantell i els plomalls calents s'eleven des del nucli i el mantell a la superfície. Aquesta imatge es basa en els resultats de models de tomografia sísmica globals, que solen mostrar anomalies de lloses i plomalls que creuen la zona de transició del mantell.
Malgrat que ara s'accepta que les lloses de subducció creuen la zona de transició del mantell i baixen fins al mantell inferior, el debat sobre l'existència i continuïtat dels plomalls persisteix, amb importants implicacions en l'estil de convecció del mantell. Aquest debat es vincula a la controvèrsia sobre si el vulcanisme entre les plaques és causat per processos superficials del mantell superior o per plomalls del mantell inferior. Molts estudis geoquímics argumenten que les laves que irrompen a les àrees d'entre plaques són diferents en composició de les derivades superficials de basalts de dorsals oceàniques. En concret, tenen elevades proporcions de 3He/4He. En ser un nucleid primordial, el 3He no es produeix naturalment a la terra. També s'escapa ràpidament de l'atmosfera terrestre quan entra en erupció. L'elevada relació 3He/4He de basalts d'illes oceàniques suggereix que deuen procedir d'una part de la terra que no haja estat prèviament fosa i reprocessada de la mateixa manera que ho ha estat la font de les dorsals. Això s'ha interpretat com a provinents d'una regió diferent, menys ben barrejada, com el mantell inferior. Altres, però, han assenyalat que les diferències geoquímiques podrien indicar la inclusió d'un petit component de material proper a la superfície de la litosfera.

## Vigor de convecció
A la Terra, el nombre de Rayleigh per a convecció dins del mantell de ser de l'ordre 107, i això indica una convecció forta. Aquest valor correspon a la convecció del mantell total (això és, la convecció des de la superfície de la Terra fins a la vora del nucli). A escala global, l'expressió superficial d'aquesta convecció són els moviments de les plaques tectòniques que tenen la velocitat d'uns pocs cm/any. Les velocitats poden ser més ràpides en la convecció a petita escala que es produeix en zones de baixa viscositat davall la litosfera, i més lentes al mantell inferior, en què les viscositats en són més grans. Un cicle de convecció superficial simple té uns 50 milions d'anys, tot i que la convecció més fonda podria tenir 200 milions d'anys.
A hores d'ara, sembla que la convecció del mantell total enclou el declivi davall Amèrica i el Pacífic occidental, totes dues zones amb una llarga història de subducció, i el flux d'emergència sota el Pacífic central i Àfrica, que tenen una topografia dinàmica compatible amb l'aixecament. Aquest flux és consistent amb els moviments de plaques tectòniques, que són l'expressió superficial de la convecció al mantell de la Terra i indiquen una convergència de grau 2 cap al Pacífic occidental i Amèrica, i la divergència s'allunya del Pacífic central i Àfrica. La persistència de la divergència tectònica neta fora d'Àfrica i del Pacífic durant els darrers 250 milions d'anys indica l'estabilitat a llarg termini d'aquest patró de flux del mantell, i és compatible amb els estudis que suggereixen una estabilitat a llarg termini de les zones del mantell inferior que formen la base d'aquests sorgiments.

## Fluència del mantell
Com que el mantell es compon sobretot d'olivina, {\displaystyle {\ce {((Mg,Fe)2SiO4)}}}les seues característiques reològiques són en gran part les d'aquesta.{\displaystyle {\ce {((Mg,Fe)2SiO4)}}} A més, a causa de les temperatures i pressions variables entre el mantell inferior i superior, es pot produir una varietat de processos de fluència, dominant la dislocació al mantell inferior i la fluència difusional dominant a vegades al mantell superior. Hi ha, però, una gran zona de transició en els processos de fluència entre el mantell superior i inferior i fins i tot dins de cada secció; les propietats de la fluència poden canviar prou amb la ubicació i, per tant, amb la temperatura i la pressió. A les zones de fluència de la llei de potència, l'equació de fluència ajustada a les dades amb n = 3–4 és estàndard.

La tensió en l'olivina no sols n'augmenta la temperatura de fusió, també és molt sensible al contingut d'aigua i sílice. La depressió del sòlid per impureses, sobretot de Ca, Ai i Na, i la pressió afecta el capteniment de la fluència i, per tant, contribueix al canvi en els mecanismes de fluència amb la ubicació. Tot i que el capteniment de la fluència se sol considerar com a temperatura homòloga enfront de la tensió, en el cas del mantell sol ser més útil observar-ne la dependència de la pressió de la tensió. Malgrat que la tensió és una simple força sobre l'àrea, definir l'àrea afectada no és fàcil en geologia. L'equació 1 mostra la dependència de la pressió de la tensió. Com que és molt difícil simular les altes pressions al mantell (1 MPa a 300-400 km), les dades de laboratori de baixes pressions normalment s'extrapolen a altes pressions aplicant-hi conceptes de fluència de metal·lúrgia:

{\displaystyle \left({\frac {\partial \ln \sigma }{\partial P}}\right)_{T,{\dot {\epsilon }}}=\left({\frac {1}{TT_{m}}}\right)\times \left({\frac {\partial \ln \sigma }{\partial (1/T)}}\right)_{P,{\dot {\epsilon }}}\times {\frac {dT_{m}}{dP}}}

La major part del mantell té temperatures homòlogues de 0.65-0.75 i experimenta taxes de deformació de {\displaystyle 10^{-14}-10^{-16}}per segon. Les tensions al mantell depenen de la densitat, la gravetat, els coeficients d'expansió tèrmica, les diferències de temperatura que impulsen la convecció i la convecció a distància, i això genera tensions sobre una fracció de 3-30MPa. A causa dels grans volums de gra (a baixes tensions, fins de diversos mm), és poc probable que la fluència de Nabarro-Herring (NH) realment hi prevalga. La deformació per dislocació hi predomina. 14 MPa és la tensió per sota la qual predomina la fluència per difusió i per sobre de la qual la llei de potència predomina a 0.5t d'olivina. Per això, fins i tot per a temperatures relativament baixes, la tensió per fluència difusa funcionaria a una temperatura massa baixa per a condicions realistes. Tot i que la taxa de fluència de la llei de potència augmenta amb el contingut d'aigua per l'afebliment, la qual cosa redueix l'energia d'activació de la difusió i, per tant, augmenta la taxa de fluència NH, NH en general encara no és prou gran com per predominar-hi. La fluència difusional, però, hi pot predominar en parts molt fredes o fondes del mantell superior. La deformació addicional del mantell es pot deure a la ductilitat millorada per transformació. Per sota dels 400 km, l'olivina es transforma de fase induïda per la pressió cap a la espinel·la i pot causar-hi més deformació per la ductilitat incrementada. L'evidència addicional de la dominància de la llei d'energia es deriva de les orientacions de xarxa preferides com a resultat de la deformació. Sota la fluència per dislocació, les estructures cristal·lines es reorienten cap a menor tensió. Això no succeeix sota la fluència difusional, per la qual cosa l'observació de les orientacions preferides en les mostres dona credibilitat al predomini de la fluència per dislocació.

## Convecció del mantell en altres cossos celestes
Un procés semblant de convecció lenta probablement ocorre (o haja ocorregut) dins d'altres planetes (per exemple, Venus, Mart) i alguns satèl·lits (com ara Europa, Encèlad).